# Dionysis Chiotis
Dionysis Chiotis (griechisch Διονύσης Χιώτης, * 4. Juni 1977 in Athen) ist ein griechischer Fußballtorhüter. Seit 2008 spielt er für den zypriotischen Spitzenverein APOEL Nikosia in der First Division.
Chiotis war zehn Jahre bei AEK Athen unter Vertrag, darunter in den Jahren 1998–1999 an den Nachbarklub Ethnikos Piräus und 1999–2000 an AO Proodeftiki in Korydallos ebenfalls in der Region Piräus ausgeliehen, da er hinter dem Italiener Stefano Sorrentino zurückstehen musste. 2002 gewann er mit AEK den Griechischen Fußballpokal. 
Im Mai 2007 verpflichtete sich Chiotis für ein Jahr beim AO Kerkyra auf Korfu. Es folgte seine mit zwei Meisterschaften 2009 und 2011 erfolgreiche Zeit auf Zypern bei APOEL Nikosia. Sein größter Erfolg in der Champions League dürfte 2012 das Erreichen des Viertelfinales gegen Real Madrid gewesen sein, als er im Hinspiel in Nikosia bis kurz vor Schluss ein 0:0 halten konnte, ehe Karim Benzema (2×) und Kaká den 3:0-Endstand herstellten.
Chiotis wurde einmal in der Griechischen Nationalmannschaft eingesetzt, am 20. November 2002 beim 0:0-Unentschieden in der zweiten Halbzeit gegen Irland.